# Ulrich Konz
Ulrich Konz ist ein ehemaliger deutscher Basketballspieler.

## Laufbahn
Konz wurde 1947 mit dem MTSV Schwabing erster deutscher Basketballmeister nach dem Zweiten Weltkrieg. Auch 1949 gewann er mit der Mannschaft den deutschen Meistertitel. 1954 wechselte er zum FC Bayern München, mit dem er in der Saison 1954/55 ebenfalls deutscher Meister wurde.
Konz gehörte jahrelang dem Vorstand des Bayerischen Basketball Verbands an, er betätigte sich ebenfalls als Manager der Basketballmannschaft des FC Bayern.
Als deutscher Nationalspieler nahm er an der Europameisterschaft 1951 teil.